# Steve Cotterill
Stephen John Cotterill (Cheltenham, 20 de julho de 1964) é um ex-futebolista inglês que atualmente é o técnico do Shrewsbury Town F.C..
Cotterill foi campeão da Football League Two 2009-2010 com o Notts County.